# St-Ephrem (Jâlons)

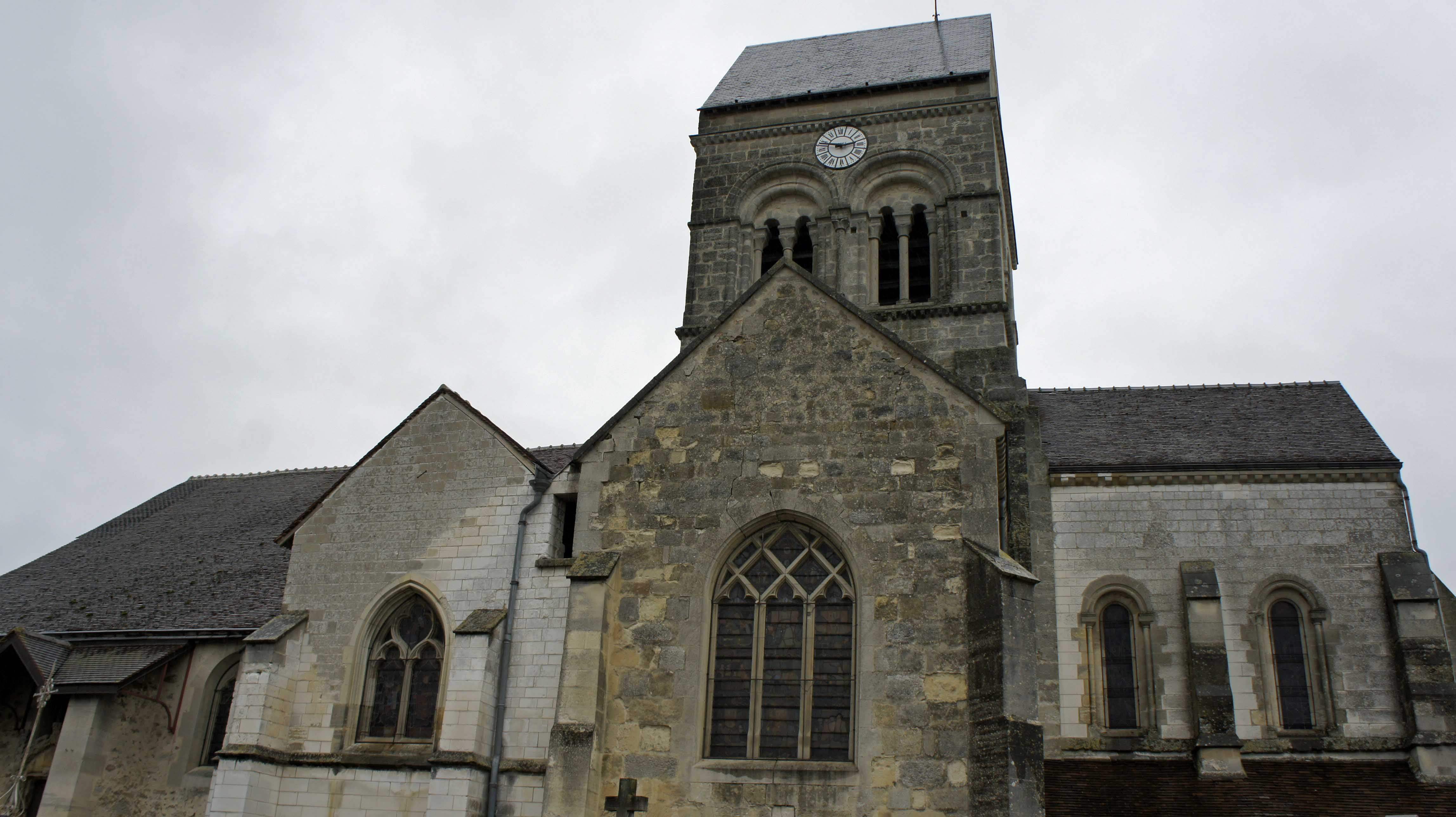
Saint Ephrem in Jâlons

Saint-Ephrem ist eine auf das 11. Jahrhundert zurückgehende romanische römisch-katholische Kirche in Jâlons, einer französischen Gemeinde im Département Marne der Region Grand Est. Sie ist seit 1912 als Monument historique klassifiziert.

## Geschichte
Die Kirche dürfte ursprünglich dem Domkapitel von Châlons-sur-Marne gehört haben. Der älteste Teil ist die zweischiffige Krypta. Der bestehende Bau wurde im Wesentlichen in der Mitte des 12. Jahrhunderts errichtet. Nach einem Brand erfolgte in der Mitte des 15. Jahrhunderts eine Erneuerung. Im 19. Jahrhundert wurde die Kirche stark restauriert.

## Architektur
Die dreischiffige Kirche besitzt ein ausladendes Querhaus. Das Kreuzrippengewölbe der Vierung; der Vierungsturm erinnert an den von Notre-Dame-en-Vaux in Châlons. Ein Teil des Kirchenschiffs wurde erneuert, nachdem die Kirche im Hundertjährigen Krieg in Brand geraten war. Bei dieser Restaurierung wurden auch verschiedene Ausschmückungen (Blattwerk, Tiere, Statuen) vorgenommen, das Seitenportal auf der rechten Seite ist besonders bemerkenswert. Die Vorhalle erstreckt sich über die gesamte Breite der Kirche.